# История шоколада

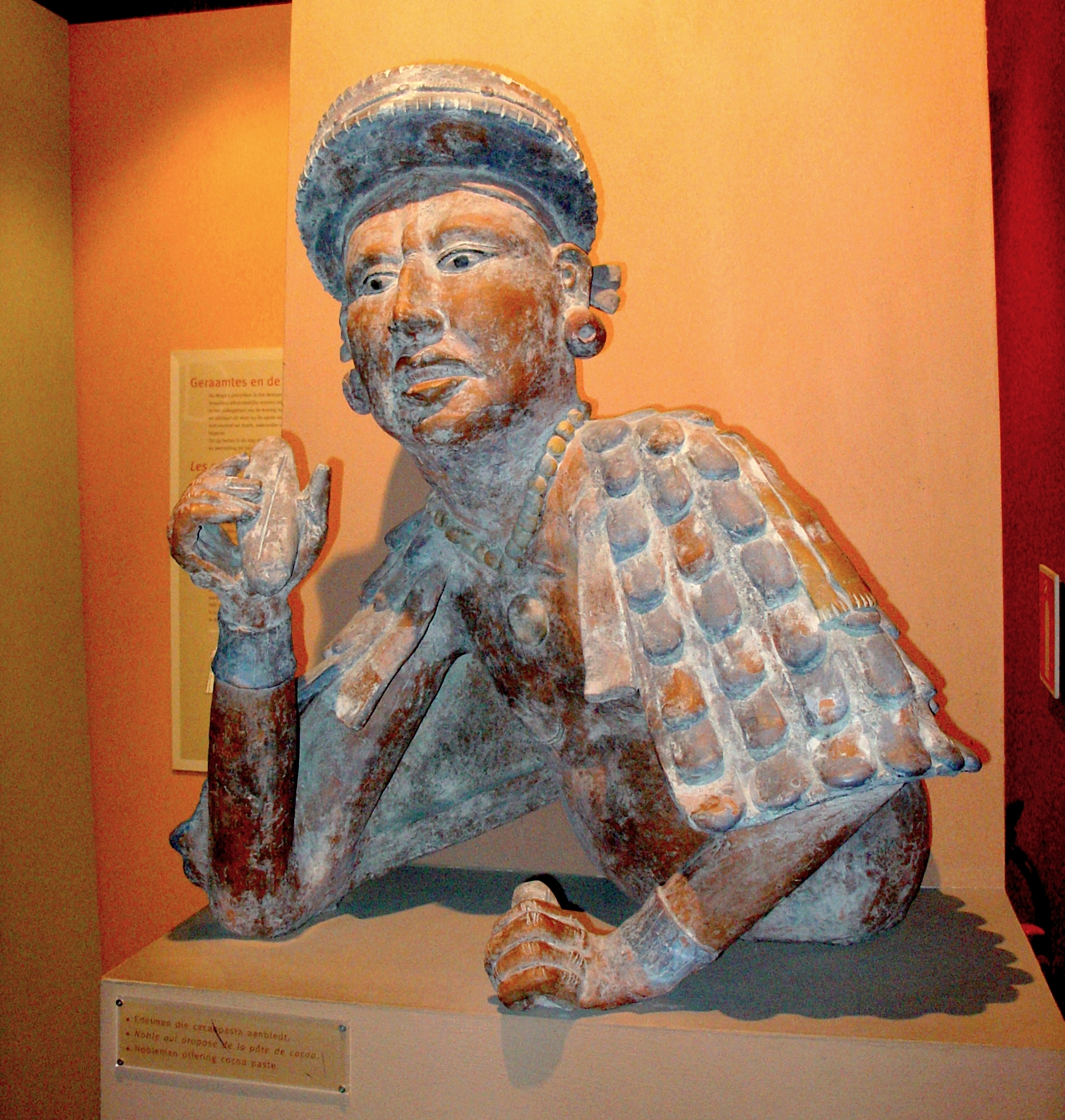
Вождь индейцев майя с плодом какао

Под термином «шоколад» в разные исторические периоды понимали совершенно разные продукты на основе какао-бобов:
- До начала XVII века шоколадом назывался холодный терпкий напиток с горьковатым вкусом, получаемый из растёртых бобов какао.
- В XVII—XVIII веках состоятельными европейцами употреблялся горячий шоколад — сладкий напиток, зачастую с добавлением молока и специй.
- Начиная со второй трети XIX века шоколадом именуется не напиток, а твёрдый продукт на основе какао-масла — плиточный шоколад.

## Горький питьевой шоколад

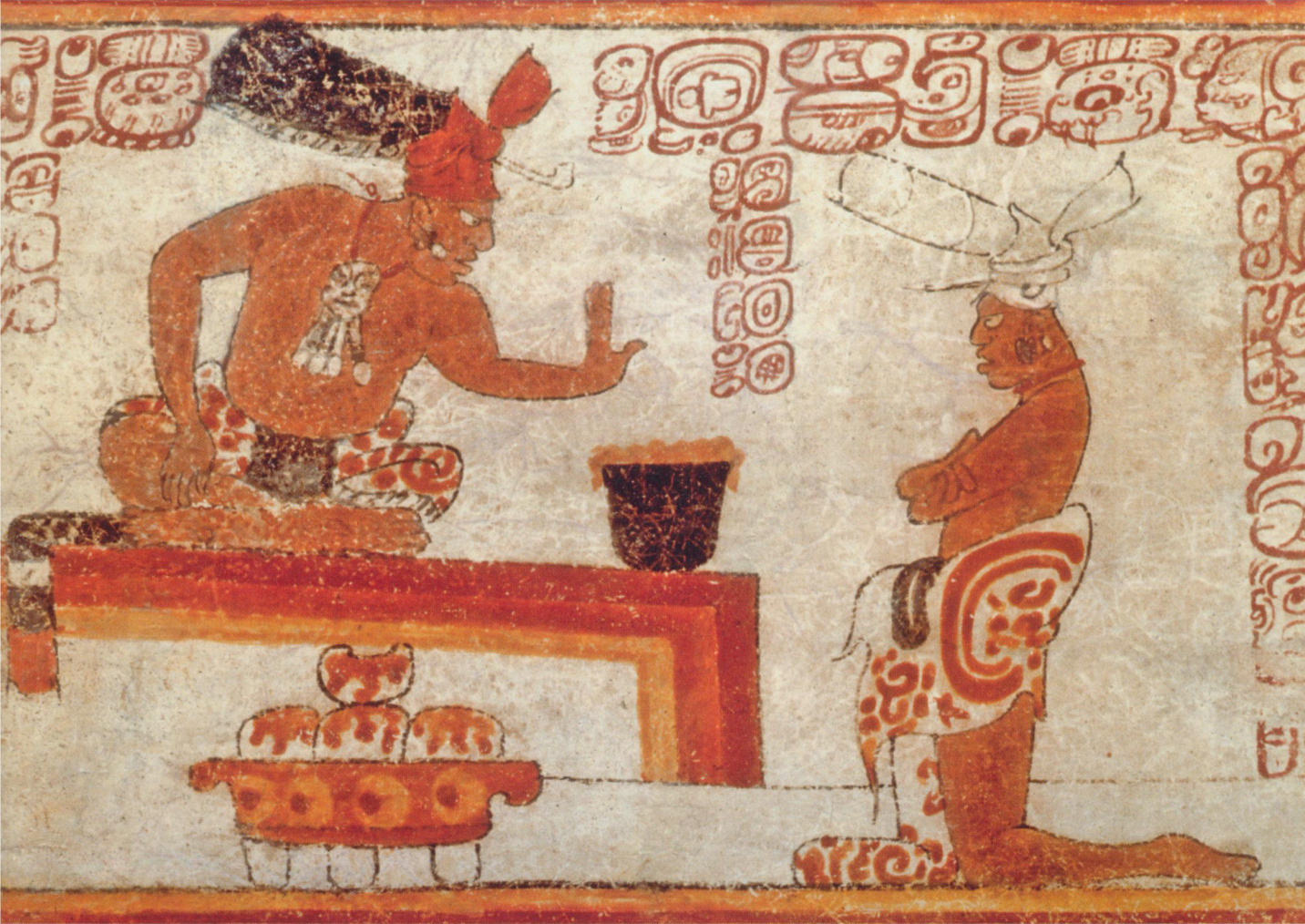
Жрец майя запрещает простолюдину дотрагиваться до напитка из какао

В тропической Америке доколумбовых времён из бобов какао изготовлялись холодные, часто не подслащённые напитки, которые имели мало общего с современными. Какао-бобы растирали в пасту вместе с зёрнами маиса и острым перцем, потом эту пасту взбивали вместе с водой. Перед употреблением напиток переливали из сосуда в сосуд до появления высоко ценившейся пены. Перебродивший напиток не давали женщинам и детям. Его пили только мужчины знатного происхождения, воины, шаманы и предназначенные для жертвоприношений люди.
В 1519 году на побережье Мексики высадился испанский генерал Эрнан Кортес. На приёме, устроенном в честь гостей, вождь ацтеков Монтесума II угощал испанцев взбитым густым напитком из какао-бобов с ванилью, жгучим перцем и специями, который подавали в чашах из чистого золота. Этот напиток ацтеки называли «шоколатль» («горькая вода», часто передаётся чоколатль). От этого (нигде не зафиксированного) ацтекского xocolatl и произошло слово chocolate — «шоколад». Шоколатль индейцы пили холодным.
В 1527 году вернувшийся на родину Кортес привёз с собой не только бобы какао, но и способ приготовления чоколатля. В Испании напиток оценили по достоинству. Начались регулярные поставки какао из Новой Испании. Приготовлением напитка занимались не только благородные идальго, но и монахи-иезуиты. Постепенно они стали добавлять к тёртым какао-бобам мёд (заменявший в то время сахар), убрали из рецептуры перец чили, а позже для приятного запаха стали добавлять ваниль. Некоторые гурманы предпочитали шоколад с размолотыми лесными орехами и флёрдоранжем, а монахини мексиканского города Оахака разработали оригинальный рецепт шоколада с анисом и корицей. Для лучшей растворимости испанцы напиток нагревали, и оказалось, что в горячем виде он вкуснее.

## Сладкий питьевой шоколад

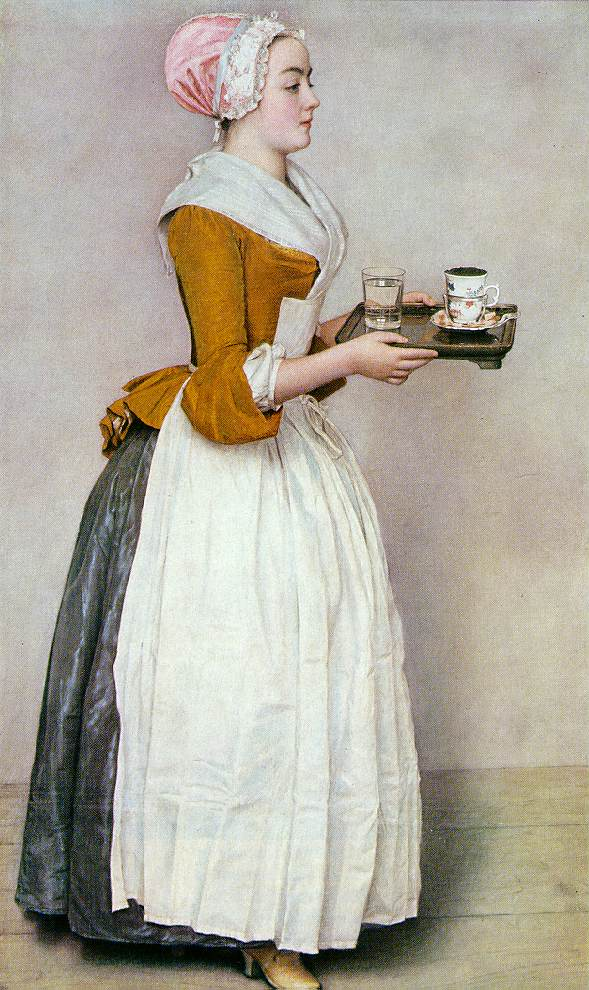
Ж. Э. Лиотар. «Шоколадница» (1745)

Хотя савойский герцог Эммануил Филиберт ещё в 1557 году удивлял своих придворных экзотическим напитком, широкую известность в Италии он получил лишь полвека спустя. В 1606 году флорентиец Франческо Карлетти в описании своего кругосветного путешествия опубликовал рецепт этого сладкого и очень густого напитка. Итальянцы высоко оценили потребительские свойства продукта и первыми наладили массовое шоколадное производство, заполнив свободную нишу горячего тонизирующего напитка. Кофе тогда в Европе практически не знали, а привозившийся из Китая чай считался восточной диковинкой, даже ещё более дорогой, чем какао.
Шоколадные кафе стали открываться в крупных итальянских городах, прежде всего в Венеции, откуда новинка была привезена в Германию, Австрию и Швейцарию. Московский путешественник XVII века, описывая площадь Святого Марка, упоминает среди прочих сладостей и «чекулаты», то есть шоколад: «при тех домех поделаны лавки изрядные, в которых продают сахары узорочные и иные всякие канфекты и напитки всякие: чекулаты, кафы, лимонады и иные всякие, тому подобные».
После того, как дочь испанского короля Анна Австрийская вышла замуж за французского короля Людовика XIII, о горячем шоколаде стало известно французам. Он был любим при дворе короля Людовика XIV.  В 1657 году выходец из Франции открыл первый «шоколадный дом» Лондона, где посетителям сервировали горячий шоколад. Если верить романам, именно на горячем шоколаде сделала себе состояние прекрасная Анжелика.

В 1621 году Голландская Вест-Индская компания, которая импортировала какао из Испании через порт Амстердама, стала массово продавать небольшие партии контрабандного какао торговцам других стран. Во время англо-испанской войны 1655 года испанцы утратили остров Ямайка, где находись крупные плантации шоколадного дерева. Таким образом, сырьевая монополия испанцев была подорвана окончательно. 

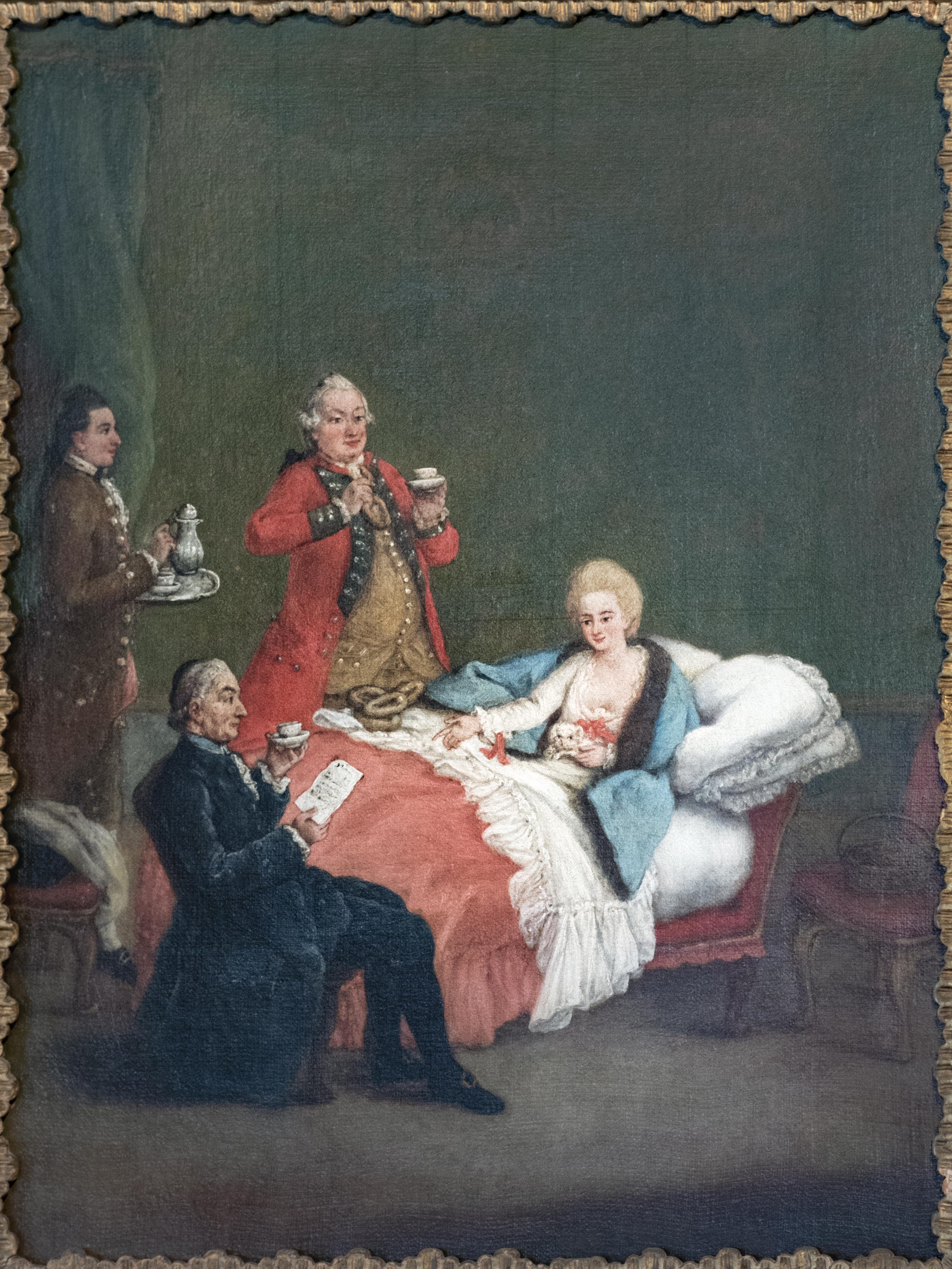
Картина «Утренний шоколад» венецианца Пьетро Лонги (Создана между 1775 и 1780)

Чашечка горячего шоколада на десерт стала признаком хорошего вкуса в высшем обществе всей Европы, знаком достатка и респектабельности. Ему приписывались различные лечебные свойства, в том числе свойства афродизиака. Символом шоколадной мании той эпохи до сих пор является картина «Шоколадница», созданная в середине 1740-х годов швейцарским живописцем Жаном Этьеном Лиотаром.
Напиток изготавливался с добавлением воды и сахара по вкусу и желанию клиента, так как он был очень дорогим. Его готовили в специальном сосуде с коротким носиком, длинной деревянной ручкой и крышкой с отверстием для сбивалки, чтобы хорошо его вспенить. Горячий шоколад был густым и очень жирным, на его поверхности плавала плёнка масла, которую приходилось снимать ложкой. В XVIII веке шоколад начинают пить из чашечек на блюдцах, чтобы не пролить дорогой напиток.
Горячий шоколад был достаточно крепким, но англичане на Ямайке стали добавлять в него молоко, что придало шоколаду необходимую лёгкость. С этих пор напиток стал доступен даже детям, хотя цена продолжала оставаться выше, чем у распространявшегося в те же годы по континенту чая. Одной из причин была дороговизна тростникового сахара, который было принято добавлять в шоколад. Тем не менее к 1798 году в Париже насчитывалось уже около 500 шоколадных кафе, а в Англии шоколадные клубные дома конкурировали на равных с чайными и кофейными салонами.
В североамериканских колониях о шоколаде узнали благодаря англичанину Джону Ханнону и доктору Джеймсу Бейкеру, который на паях построили (1765) первую в Северной Америке шоколадную фабрику. Это массачусетское предприятие дало начало старейшему производителю шоколада в Новом свете — фирме «Бейкерс».

## Твёрдый шоколад

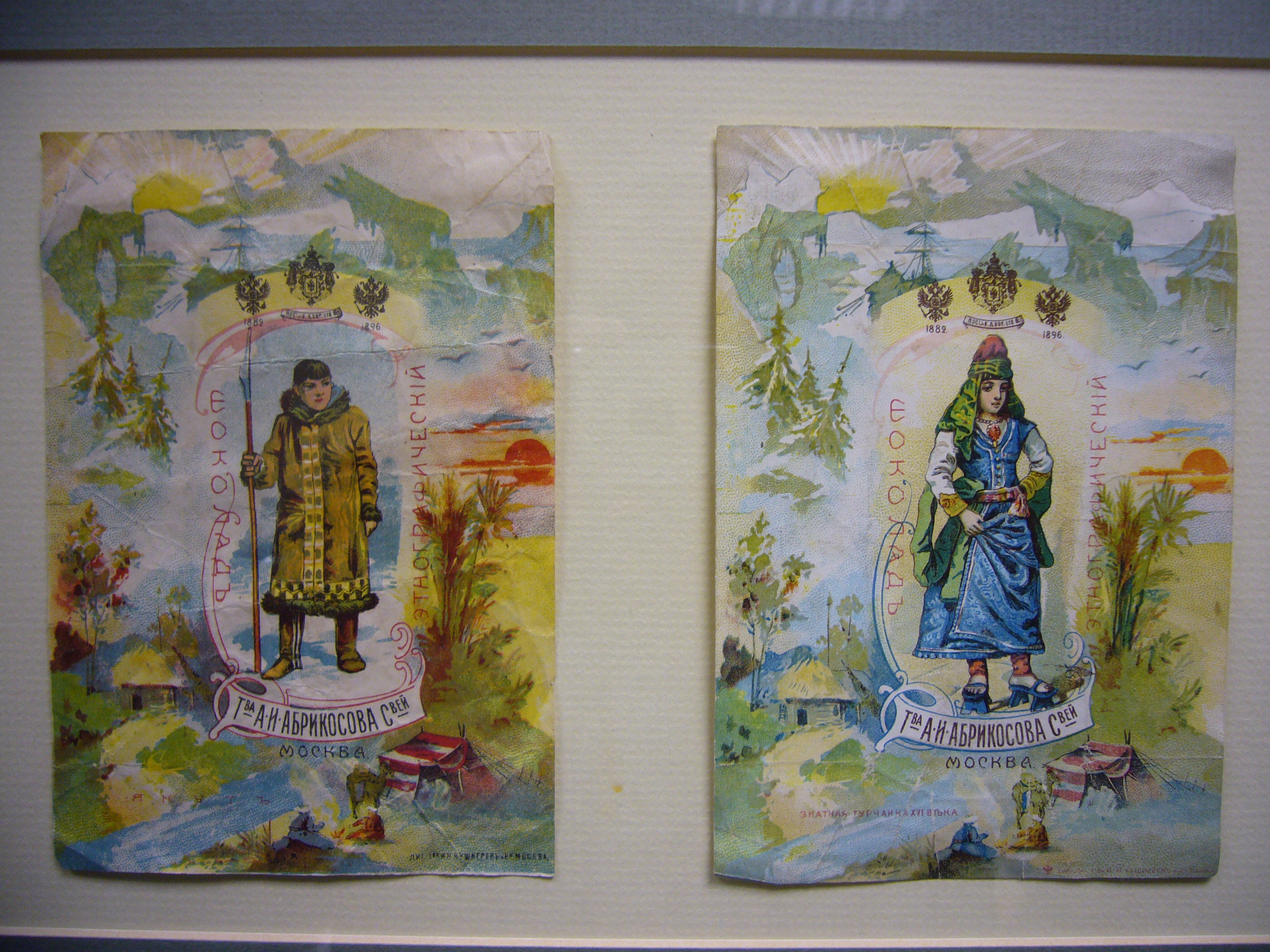
«Этнографический шоколад» фабрики Абрикосова

В начале XIX века голландский химик Конрад ван Хаутен (1770-1858) сделал революционное изобретение. Сконструированный им пресс позволил отжимать из тёртого какао жирное какао-масло. При этом в прессе оставался рыхлый порошок какао, который был не только дёшев, но и легко растворялся в воде и молоке. Добавление полученного какао-масла в горячий шоколад позволило добиться его затвердения.
Сын Гутена, в 1828 году запатентовавший изобретение отца, освоил также алкализацию какао-бобов, которая убивала микроорганизмы и существенно продляла срок годности продукта. Так появился современный твёрдый шоколад. Принято считать, что первый плиточный шоколад был произведён в 1847 году на английской кондитерской фабрике J. S. Fry & Sons. Во второй половине XIX века плиточный шоколад стал вытеснять горячий (жидкий) со столов европейцев. По принятой в то время рецептуре, в тёртое какао с сахаром и ванилью добавляли 30-40 % какао-масла.
В 1870-е годы в Швейцарии были сделаны изобретения, позволившие швейцарским кондитерам стать лидерами шоколадной промышленности. В 1875 году Даниэль Петер из Веве после многих неудачных экспериментов сумел, добавив в число компонентов сухое молоко, получить первый молочный шоколад. Через четыре года он открыл с Анри Нестле предприятие Nestlé, которое специализировалось на производстве нового продукта. В том же году другой швейцарец, Рудольф Линдт, первым освоил конширование шоколадной массы, позволяющее гарантировать однородность шоколадной массы. Первый белый шоколад поступил в продажу с фабрики Nestlé в 1930-е годы.
В 1947 году подорожание шоколада в Канаде вызвало массовые протесты молодёжи.

## Шоколад в России
При петербургском дворе обычай подавать по утрам чашечку шоколада ввела, по-видимому, Екатерина II. О её фаворите Потёмкине современники писали: «Время до обеда проходило в том, что он пять-шесть раз пил то кофе, то шоколад, закусывая ветчиной или цыплёнком». Большим гурманом и любителем шоколада был и её первый министр Никита Панин. Менее сановным дворянам XVIII века напиток, как правило, был не очень доступен, хотя он и упоминается в мемуарах, скажем, Болотова.
Демократизация горячего шоколада произошла после изобретения Гутеном порошкового какао и появления на рынке дешёвого свекловичного сахара. Уже у Гоголя гарсон на Невском проспекте «летает, как муха, с шоколадом», чашку шоколада заказывает в трактире майор Ковалёв, равно как и господин Голядкин у Достоевского. Жена чиновника Калиновича у Писемского «с приличною томностью в лице пила каждое утро шоколад и меняла потом, раза два и три, свой туалет».
В середине XIX века шоколад в России всё ещё варили. Дмитрий Карамазов, например, «распорядился, чтобы был сварен шоколад на всех девок». Путешествующему Гончарову подавали «толчёный дорогой чай, взбитый с пеной, как шоколад». Тургенев описывает в «Вешних водах» возвышающийся на покрытом чистой скатертью круглом столе «огромный фарфоровый кофейник, наполненный душистым шоколадом, окружённый чашками, графинами с сиропом, бисквитами и булками, даже цветами».

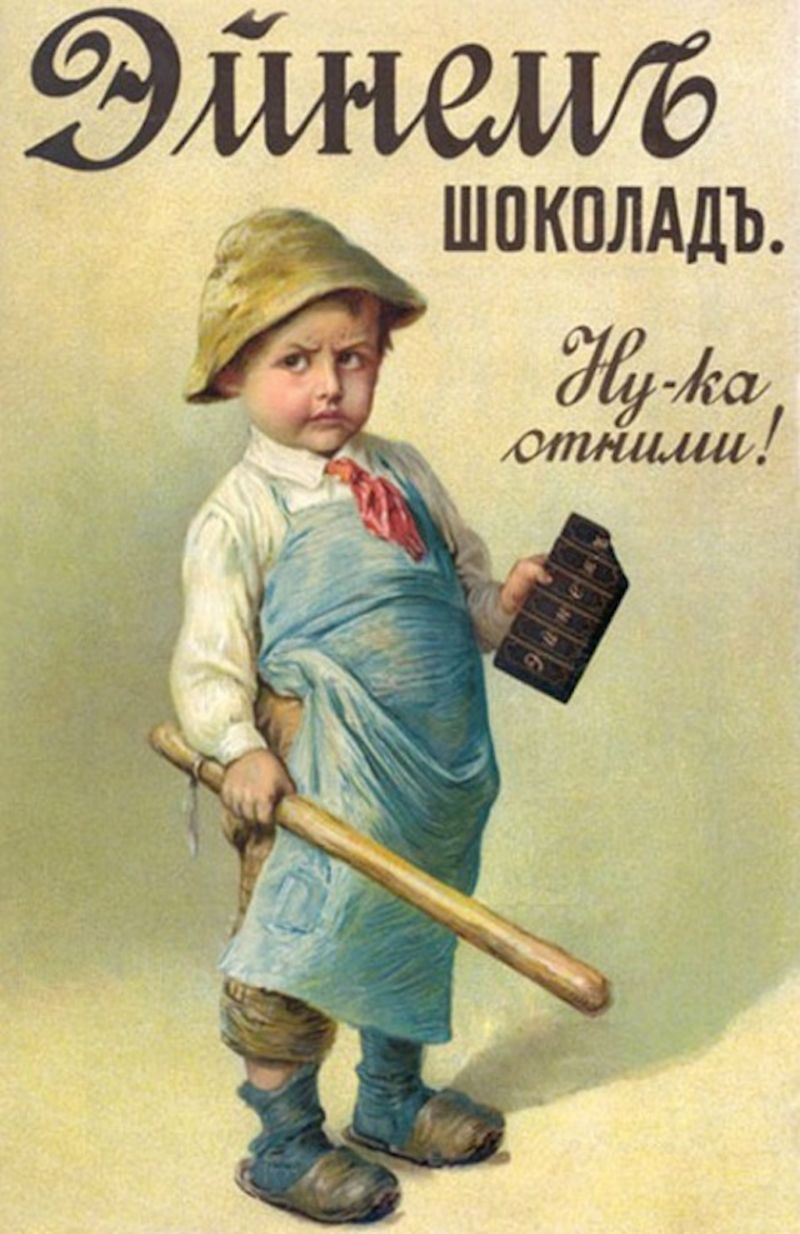
Дореволюционный шоколад фабрики Эйнема

Твёрдый шоколад завоевал Россию только в последней трети XIX века. Шоколадными конфетами потчевали своих детей уже герои «Анны Карениной». К концу XIX века получили огромную популярность красочно оформленные наборы шоколадных конфет, выпускавшиеся на фабриках Абрикосова и Эйнема. В магазине Абрикосова на углу Никольской улицы лакомства вроде кусочков ананаса в шоколаде стоили 2,5 рубля за фунт.
В СССР шоколад долгое время рассматривался как деликатесный и дорогостоящий товар, свойственный буржуазному образу жизни. В книге «Восстание» (1934) Иван Приблудный саркастически громил «русскую буржуазию, прижимавшую к груди кусочки шоколада». Соответственно, ассортимент продукта в то время был невелик. Лишь в начале 1960-х годов советским правительством была принята новая продовольственная программа, в которой особое внимание отводилось созданию массового, доступного по цене молочного шоколада. Итогом работы советских кондитеров стало появление на прилавках магазинов в середине 1960-х шоколада марки «Алёнка», названного, по преданию, в честь дочери Валентины Терешковой.